# Асимптота

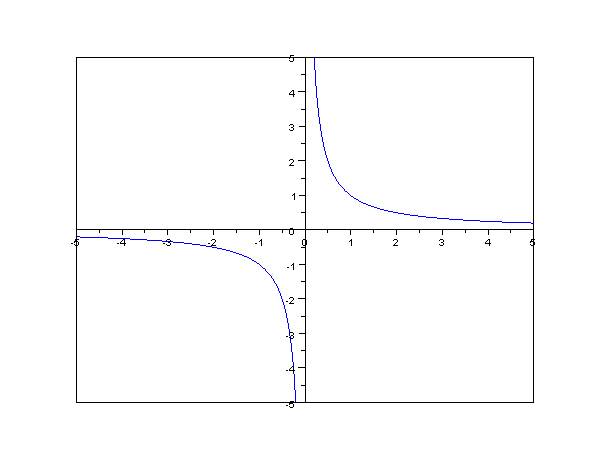
Для гіперболи асимптотами є осі абсцис і ординат. Крива може наближатись до своєї асимптоти, залишаючись по один бік від неї

Похила асимптота плоскої кривої «декартів лист» описується рівнянням

Асимпто́та криво́ї (грец. ασυμπτωτος — що не збігається, не дотикається) — це пряма, до якої крива при віддаленні в нескінченність наближається як завгодно близько.
Якщо крива, задана рівнянням y = f(x), віддаляється в нескінченність при наближенні x до скінченної точки a, то пряма x = a називається вертикальною асимптотою цієї кривої.
Види асимптот:
- Вертикальна
- Горизонтальна
- Похила

Такими асимптотами є пряма x = 0 для гіперболи y = 1/x кожна з прямих x = kπ (k = 0, ± 1, ± 2, …) для функції у = ctg(x).
Крім вертикальної асимптоти x = 0 гіпербола y = 1/x має ще й горизонтальну асимптоту у = 0, як і графік функції у = е−x sin(х), проте він, на відміну від гіперболи, перетинає свою горизонтальну асимптоту нескінченну кількість раз.
Криві, що описуються рівняннями х³ + у³ = Заху (декартів лист), та у = 1/х + х мають похилу асимптоту.

Коефіцієнти k і b в рівнянні прямої у = kx + b — похилої асимптоти кривої у = f(x) при віддаленні до плюс чи мінус нескінченності, знаходять як границі: {\displaystyle k=\lim _{x\to \infty }\left({\frac {f(x)}{x}}\right);\quad b=\lim _{x\to \infty }\left(f(x)-kx\right).}
Горизонтальна асимптота є частковим випадком похилої при k = 0. Дослідження асимптот дозволяє чіткіше уявити поведінку графіка функції, оскільки властивості функції поблизу її асимптоти дуже близькі до властивостей асимптоти — лінійної функції, властивості якої добре вивчені. Систематичне використання цієї властивості породило напрямок у сучасній математиці — «асимптотичні методи дослідження».
Не всі криві мають асимптоти. Наприклад, парабола асимптот не має.